# Carlinhos Bala
José Carlos da Silva, oder Carlinhos Bala, (* 17. September 1979 in Recife) ist ein ehemaliger brasilianischer Fußballspieler.

## Karriere
Carlinhos Bala begann seine Profikarriere 1999 bei Santa Cruz FC, wo er bereits in der Nachwuchsabteilung aktiv war. Nach einem kurzen Intermezzo bei Náutico Capibaribe im Jahr 2001, wechselte er noch im selben Jahr wieder zu seinem Stammverein. 2002 wagte der Angreifer den Schritt nach Europa und ließ sich an den portugiesischen Klub SC Beira-Mar verleihen. Beim damaligen Erstligisten kam Carlinhoas Bala zwar zu regelmäßigen Einsätzen, schaffte den Durchbruch im Ausland allerdings nicht. 2004 kehrte er wieder nach Brasilien zurück, wo er bei Santa Cruz seine Torjägerqualitäten bewies und 2005 bester Angreifer der Staatsmeisterschaft von Pernambuco wurde. Dies weckte Begehrlichkeiten bei den Ligakonkurrenten, so dass Carlinhos Bala 2006 zu Cruzeiro Belo Horizonte wechselte. Bereits zur Folgesaison wurde er an Sport Recife verliehen, wo er maßgeblichen Anteil am Gewinn der Campeonato Pernambuco und der Copa do Brasil 2008 hatte. 2009 lieh ihn Cruzeiro an Náutico Capibaribe, wo der Angreifer zum Star und Kapitän der Mannschaft aufstieg. Nach einem kurzen Aufenthalt bei Atlético Goianiense kehrte der Offensivspieler 2011 wieder zu Sport Recife zurück, wo er im Januar des Jahres als Neuzugang vorgestellt wurde.
In der Folge tingelte Carlinhos Bala durch unterklassige Klubs, wo er in einem Jahr in der Regel zunächst bei einem Klub in der Staatsmeisterschaft antrat und danach im Ligabetrieb. 2017 beendete er seine aktive Laufbahn. 2021 gab er noch ein Intermezzo mit mittlerweile 40 Jahren beim Barreiros FC in der zweiten Liga der Staatsmeisterschaft von Pernambuco.

## Erfolge
Santa Cruz
- Staatsmeisterschaft von Pernambuco: 2005

Sport Recife
- Staatsmeisterschaft von Pernambuco: 2007, 2008
- Copa do Brasil: 2008

## Auszeichnungen
Staatsmeisterschaft von Pernambuco
- Torschützenkönig: 2005